# Zamānia
Zamānia är en ort i Indien.   Den ligger i distriktet Ghāzīpur och delstaten Uttar Pradesh, i den centrala delen av landet, 700 km sydost om huvudstaden New Delhi. Zamānia ligger 72 meter över havet och antalet invånare är 32 008.
Terrängen runt Zamānia är mycket platt. Runt Zamānia är det tätbefolkat, med 659 invånare per kvadratkilometer. Närmaste större samhälle är Ghazipur, 18,4 km norr om Zamānia. Trakten runt Zamānia består till största delen av jordbruksmark.